# Joachim Trier
Joachim Trier (Copenhague, 1 de março de 1974) é um cineasta norueguês.